# Alessandra Resende
Alessandra Nobre Resende (Mauá, São Paulo, 5 de marzo de 1975) es una atleta brasileña especialista en la disciplina de lanzamiento de jabalina.
Fue bicampeona iberoamericana en su especialidad, por lo que recibió la medalla de oro en el XII Campeonato Iberoamericano de Atletismo de 2006 y en su versión XIII de 2008 realizados en Ponce e Iquique respectivamente.
A nivel sudamericano, fue campeona de lanzamiento de jabalina en el Campeonato Sudamericano de Atletismo durante tres años consecutivos: en las versiones realizada en Cali 2005, Tunja 2006 y São Paulo 2007; además, en el torneo realizado en Lima 2009, volvió a recibir la presea dorada en la misma disciplina. Además, ha recibido la medalla de plata en su especialidad en este misma competencia realizada en Manaus 2001 y Barquisimeto 2003.
Ha representado a su país en diversos torneos internacionales, entre ellos los Juegos Panamericanos de 2007 realizados en Río de Janeiro, los Juegos Panamericanos de 2011 realizados en Guadalajara o los Juegos Olímpicos de Pekín 2008.